# 鄭燁
鄭燁 （韓語：정엽，1977年2月25日—），本名安鄭燁（韓語：안정엽），韓國男歌手歌手、作詞家、作曲家，擅長R&B、靈魂樂曲風，是4人團體Brown Eyed Soul的團長。

## 生涯
鄭燁畢業於大眞大學。於2003年Brown Eyed Soul的首張專輯《Soul Free》出道，2008年發行首張個人專輯《Thinkin` Back On Me》。2018年5月17日所屬社證實確與圈外人女友交往中。

## 音樂作品

### 正規專輯
- 2008年 1輯《Thinkin` Back On Me》
- 2011年 2輯 《Part I : Me》
- 2012年 2輯 《Part II : 沒有我們(우리는 없다)》
- 2015年 《Merry Go Round》

### 非正規專輯
- 2009年 《Nothing Better (Seoul Warrior Story O.S.T ver.)》
- 2009年 《잘 지내》
- 2010年 《Love you / Without You》
- 2012年 《Beautiful Lady》
- 2012年 《是場夢嗎(꿈이었을까)》 (with 朴明洙)
- 2013年 《香，呼唤爱情(향, 사랑을 부르다)》
- 2013年 《鏡中的你(거울속의 너)》 (with Achtung)

### 參與作品
- 2006年 The Name（朝鲜语：더 네임） <<Second Chance To Fly>> <美麗的時節(아름다운 시절)>>
- 2008年 玉珠鉉 <<Remind>>  <最後我們(마침내 우리)>>
- 2008年 Eco Bridge（朝鲜语：에코브릿지） <<Ordinarian>> <니자리>
- 2009年 樸朱元（朝鲜语：박주원 (음악가)） <<吉普賽的照片(집시의 시간)>> <Night In Camp Nou>
- 2009年 GilMe（朝鲜语：길미） <<The 2nd Purple Dream Sound>> <넌 나를 왜>
- 2010年 周亨真 <<Sweet Auteurism>> <You>
- 2010年 名家 (電視劇) OST <山(선)>
- 2010年 J(歌手)（朝鲜语：제이 (가수)） <<SENTIMENTAL>> <慢慢地(사르르)>
- 2010年 徐恩英（朝鲜语：서영은） <<With>> <像謊言的話(이 거지 같은 말)>
- 2010年 壞男人 OST <荊棘花> <自言自語(혼잣말)>
- 2010年 PSY <<PsyFive>> <그래서 그랬어>
- 2010年 Eco Bridge（朝鲜语：에코브릿지） <<Fall-Ache>> <나랑 가자>
- 2011年 49日 OST <什麼事也沒有(아무일도 없었다)> <就連一步(한 발짝도 난)>
- 2011年 來自紅花坂 OST <離別的夏天(이별의 여름)>
- 2012年 The Romantic OST <想要親吻(입 맞추고 싶어요)>
- 2013年 聽見你的聲音 OST  <你怎麼現在才來(왜 이제야 왔니)>
- 2015年 THE SPY OST  <影(그림자)>
- 2015年 上流愛情 OST <耀眼的一天(눈부신 하루)>
- 2016年 Doctors OST <愛(그 애)>
- 2016年 心裡的聲音 OST <Uneasy(설레)>
- 2020年 天氣好的話，我會去找你 OST <時光之門(시간의 문)>

### Brown Eyed Soul專輯
- 2003年 Brown Eyed Sou 1輯《Soul Free（朝鲜语：Soul Free）》
- 2007年 Brown Eyed Sou 2輯《The Wind, The Sea, The Rain（朝鲜语：The Wind, The Sea, The Rain）》
- 2008年 Brown Eyed Sou 《Brown Eyed Soul Christmas Concert Live 2007》
- 2010年 Brown Eyed Sou 3輯《Brown Eyed Soul》
- 2014年 Brown Eyed Sou 4輯《Thank You Soul - side A 》
- 2015年 Brown Eyed Sou 4輯《SOUL COOKE 》

## 電台DJ
- 2010年 ~ 2014年 : MBC FM4U 《藍色之夜（朝鲜语：푸른밤）》
- 2015年 ~ 2016年 : SBS Power FM（朝鲜语：SBS 파워FM） 《Power Stage THE LIVE（朝鲜语：파워 스테이지 더 라이브）》
- 2016年 ~ : SBS Power FM 《John Park Music High（朝鲜语：정엽의 뮤직하이）》

## 綜藝節目
- 2011年 MBC 我是歌手第一季
- 2012年 MBC 我是歌手第二季